# Julián Montoya
Julián Montoya (* 29. Oktober 1993 in Buenos Aires) ist ein argentinischer Rugby-Union-Spieler. Er spielt auf der Position des Haklers für den englischen Verein Leicester Tigers und die argentinische Nationalmannschaft. Zu seinen Erfolgen gehört ein englischer Meistertitel mit den Leicester Tigers.

## Biografie

### Vereinskarriere
2013 begann Montoya für den Verein Club Newman in der Nacional de Clubes zu spielen. Anschließend war er zwei Jahre lang beim Auswahlteam Pampax XV tätig, mit dem er 2014 zunächst im Vodacom Cup spielte. Im selben Jahr und auch 2015 nahm das Team an der World Rugby Pacific Challenge teil, wobei es diesen Wettbewerb beide Male für sich entschied. 2016 wechselte er zum neu gegründeten Franchise der Jaguares, das ab diesem Jahr an der erweiterten internationalen Liga Super Rugby beteiligt war. Montoya gehörte meist der Stammformation der Mannschaft an und erreichte in der Saison 2019 den größten Erfolg, als die Jaguares bis ins Meisterschaftsfinale vorstießen. Im Finale, das mit einer 3:19-Niederlage gegen die Crusaders endete, wurde er in der 54. Minute für Agustín Creevy eingewechselt.
Die Saison 2020 musste wegen der COVID-19-Pandemie abgebrochen werden. Aufgrund fehlender Spielmöglichkeiten entschloss sich Montoya dazu, nach England zu gehen und unterschrieb im Januar 2021 einen Vertrag beim Erstligisten Leicester Tigers. Die Mannschaft erreichte das Finale des European Rugby Challenge Cup 2020/21 und unterlag Montpellier Hérault Rugby mit 17:18, wobei Montoya im entscheidenden Spiel nicht zum Aufgebot gehörte. In der Saison 2021/22 der Premiership stand er mit den Tigers im Meisterschaftsfinale, das mit einem 15:12-Sieg über die Saracens endete.

### Nationalmannschaft
Mit der argentinischen U20-Auswahl nahm Montoya an der Juniorenweltmeisterschaft 2013 teil. Sein erstes Test Match für die Pumas, die argentinische Nationalmannschaft, bestritt er am 17. Mai 2014 als Einwechselspieler, beim 65:9-Auswärtssieg gegen Uruguay im Rahmen des CONSUR Cup. Ein weiterer Sieg sieben Tage später gegen Chile führte zum Turniersieg. Seine erste Teilnahme an der Rugby Championship folgte im darauffolgenden Jahr. Er nahm an der Weltmeisterschaft 2015 teil, an der die Pumas den vierten Platz erreichten. Dabei spielte er in der Gruppenphase gegen Neuseeland, Georgien, Tonga und Namibia, im Viertelfinale gegen Irland, im Halbfinale gegen Australien sowie im Spiel um Platz drei gegen Südafrika. Sein 50. Test Match für Argentinien bestritt er am 17. November 2018 bei der 13:28-Auswärtsniederlage gegen Frankreich.
Bei der Weltmeisterschaft 2019 gehörte Montoya mit vier erzielten Versuchen zu den Topskorern, was für einen Spieler auf seiner Position ungewöhnlich ist. Er stand gegen Frankreich, England, Tonga und die Vereinigten Staaten im Einsatz, konnte aber trotz eines Hattricks im Spiel gegen Tonga das Ausscheiden seiner Mannschaft in der Gruppenphase nicht abwenden. Im Mai 2021 löste er Pablo Matera als Kapitän der Pumas ab.

## Erfolge
Pampas XV:
- Sieger World Rugby Pacific Challenge: 2014, 2015

Jaguares:
- Meisterschaftsfinalist Super Rugby: 2019

Leicester Tigers:
- Meister Premiership Rugby: 2022
- Finalist European Rugby Challenge Cup 2020/21

Argentinien:
- Sieger CONSUR Cup: 2014
- 4. Platz Weltmeisterschaft: 2015